# Třída Explorer
Třída Explorer byla třída experimentálních ponorek postavených pro britské královské námořnictvo. Celkem byly postaveny dvě jednotky této třídy. Ve službě byly od roku 1956. Jejich účelem bylo testování Walterova pohonu s uzavřeným cyklem využívajícího peroxid vodíku. Zároveň je námořnictvo využívalo pro výcvik boje proti rychlým ponorkám. Takto koncipovaný pohonný systém byl vysoce účinný, byl ale velmi nebezpečný kvůli agresivitě a výbušnosti peroxidu. Proto britské námořnictvo ztratilo zájem o tento pohon a zaměřilo se na perspektivnější jaderné ponorky.

## Pozadí vzniku
Britské námořnictvo roku 1948 vyzvedlo a následně testovalo německou ponorku U-1407 typu XVII, která byla přejmenována na HMS Meteorite. Ponorka dosahovala vysokých výkonů díky použití Walterovy turbíny s uzavřeným cyklem. V ní docházelo k rozkladu peroxidu vodíku a vysoká teplota této reakce byla ještě zvýšena vstřikovaným palivem. Vzniklé teplo vytvářelo páru pohánějící turbínu. Problémem však byla agresivita a výbušnost peroxidu vodíku. V ponorkami poháněnými Walterovou turbínou po válce začalo experimentovat několik států, problémy se tehdy nepodařilo odstranit. Například na sovětské experimentální ponorce S-99 došlo při plavbě v hloubce 80 metru k vybuchu, ale podařilo se ji zachránit. Britové koncepci typu XVII rozvinuly ve dvojici experimentálních ponorek HMS Explorer a HMS Excalibur, které byly postaveny v letech 1951–1958. Během služby problematická plavidla získala přezdívky „Exploder“ a „Excruciator“ („mučitel“).
Jednotky třídy Explorer:
| Jméno           | Loděnice                   | Zahájení stavby   | Spuštění na vodu | Zařazena do služby | Status                 |
| --------------- | -------------------------- | ----------------- | ---------------- | ------------------ | ---------------------- |
| Explorer (S30)  | Vickers Armstrongs, Barrow | 20. července 1951 | 5. března 1954   | 28. listopadu 1956 | Prodána do šrotu 1965. |
| Excalibur (S40) | Vickers Armstrongs, Barrow | 13. února 1952    | 25. února 1955   | 22. března 1958    | Prodána do šrotu 1970. |

## Konstrukce
Ponorky přebraly trup třídy Porpoise. Nenesly radar, ani žádnou výzbroj. Nejvyšší rychlost dosahovala 18 uzlů na hladině a 27 uzlů pod hladinou. Dosah na hladině byl 500 námořních mil.